# Rocío Giaccone
Rocío Soledad Giaccone (Junín, 30 de abril de 1981) es una política argentina. Desde 2003 se ha desempeñado en diversos cargos tanto nacionales, como provinciales. En el año 2011 es elegida Diputada Provincial por la Provincia de Buenos Aires, renovando su banca en las elecciones nacionales de 2015 por el Frente para la Victoria.

## Biografía
Rocío Giaccone nació en Junín, Provincia de Buenos Aires, el 30 de abril de 1981.
Realizó sus estudios primarios en la Escuela N.º 24, y cursó el secundario en la Escuela de Educación Media N.º 7 (Ex Comercial), institución que le permitió a través de las actividades que impulsaba, dar los primeros pasos en la militancia social.
En 1999 comenzó a estudiar Ciencias Políticas en la U.C.A. en la Ciudad de Buenos Aires. Debido al contexto político nacional de aquel momento, realizó trabajo voluntario en distintas organizaciones de la sociedad civil, de donde surgió su interés por los temas internacionales, que la llevaron a especializarse en Derecho Internacional Humanitario.
En 2003,comenzó a trabajar en la Dirección Nacional de Juventud del Ministerio de Desarrollo Social (Argentina), donde tuvo la oportunidad de participar en el diseño e implementación del primer programa destinado a la inclusión juvenil que alcanzó a más de 130 000 jóvenes y más de 1600 organizaciones de la sociedad civil de todo el país.
Continuó su trayectoria en la gestión coordinando el Área de Jóvenes de la Secretaría de Ambiente y Desarrollo Sustentable (Argentina). Durante el 2009, es nombrada Directora de Inversiones y Cooperación Internacional en el recientemente creado Ministerio de la Producción de la Provincia de Buenos Aires, y luego, se desempeñó como Directora de Inversión Pública el Ministerio de Economía de la misma provincia. Posteriormente se desempeñó como Vicepresidenta del Fondo de Capital Social (FONCAP) empresa público privada dependiente del Ministerio de Economía de la Nación
En 2011 fue elegida diputada provincial por el Frente Para la Victoria, siendo reelecta en 2015.
Actualmente es Directora de Asuntos Bilaterales y Multilaterales en el Ministerio de Defensa de la Nación.

## Trabajo Legislativo
Rocío Giaccone desde su asunción como Diputada Provincial impulsó y colaboró en importantes proyectos que fueron convertidos en ley. Destacándose las siguientes leyes: 

### Protección a asociaciones civiles sin fines de lucro[2]
LEY 14366, 14521, 14593, 14713, 14826 y 15120.
Desde 2012, Giaccone ha presentado cada año en la Legislatura bonaerense un proyecto de ley que prorroga por doce meses la suspensión de las ejecuciones de sentencias dictadas contra bienes muebles o bienes inmuebles de las asociaciones civiles sin fines de lucro.
De esta manera, la iniciativa protege a las asociaciones afectadas a fines deportivos, sociales y culturales, como clubes o bibliotecas de la provincia de Buenos Aires. Asimismo, la norma contempla a las entidades que en sus estatutos establecen que no podrán distribuirse las utilidades entre los socios sino que deberán utilizarse para el cumplimiento de los fines propuestos en sus estatutos, dado que la denominación “civiles” indica que no ejercen actividades comerciales, ni industriales.
En cuanto al proyecto, la Legisladora destacó que  “se procura la protección el patrimonio de estas asociaciones, en tanto que cumplen una acertada función social, brindando no sólo posibilidades de aprendizaje, recreación y sano esparcimiento a importantes sectores de la población, sino que también brindan contención a vastos sectores sociales”. Asimismo, aseguró que “estas instituciones no pueden desaparecer ni por cuestión de papeles ni por cuestiones económicas”.
La iniciativa fue aprobada en los años 2012, 2013, 2014, 2015, 2016, 2017 y 2018.  

### Sistema Provincial de Bibliotecas[3]
En un proyecto que fue debatido junto a bibliotecarios en seis foros en distintas ciudades bonaerenses, Rocío Giaccone impulsó la ley que creó el Sistema Provincial de Bibliotecas. Este incorpora el derecho a la lectura y al acceso a la información, formación y recreación, y reemplaza al Decreto Ley 9319 que había sido impuesto en la última dictadura. También, genera un catálogo único, confecciona un registro provincial y adecua las bibliotecas a las nuevas tecnologías de la información, entre otros aspectos fundamentales para el fortalecimiento de estas instituciones.
Al respecto, destacó “la metodología implementada para discutir el proyecto con la comunidad, en base al intercambio de visiones con los implicados en forma directa”, y consideró que “es muy gratificante que, desde el debate y las ideas, podamos poner en valor las realidades de las bibliotecas y los diversos roles que cumplen en la sociedad”.
La norma fue aprobada por unanimidad el 26 de agosto de 2015.

### Ley Prevención del Cáncer[4]
Ley 14814
En el marco de su trabajo destinado a la prevención de la salud, Giaccone presentó un proyecto que fue convertido en ley que habilita a todos los empleados públicos de la Provincia a tomarse hasta dos días hábiles por año para la realización de controles médicos que apunten a detectar y prevenir distintos tipos de cáncer como de mamas, próstata y colon.
La norma plantea incorporar modificaciones al régimen de licencias previstos en la ley 10.430, que regula el empleo en la administración pública bonaerense. En ese marco, propone sumar un artículo, el 60 bis, que plantee la posibilidad de tomar licencia para realizar controles oncológicos. 
El proyecto fue aprobado el 21 de abril de 2016.

## Igualdad de género
Rocío Giaccone realizó un importante trabajo legislativo en materia de género:
- Ley 14637

Régimen especial de inasistencias justificadas no computables para alumnas embarazadas y alumnos en condiciones de paternidad que cursen estudios en establecimientos de gestión estatal o privada dependientes de la Dirección General de Cultura y Educación.
- Ley 14744

Estableciendo el derecho de todos los educandos y educandas de todos los establecimientos dependientes de la Dirección General de Cultura y Educación, a recibir educación sexual integral en virtud de los establecido en la ley nacional 26150 y provincial 13688.
- Pedido de informes estadísticos de violencia de género

En el marco de su trabajo contra la violencia de género, Giaccone impulsó una iniciativa que solicita generar informes estadísticos anuales con referencia a los delitos de lesiones leves, graves, y femicidios en grado de tentativa. La falta de estadísticas oficiales en cuanto a la violencia contra las mujeres, hace que el diseño de las políticas públicas sea muchas veces insuficiente y desacertada.
En tanto, la diputada manifestó que “se hace urgente aunar esfuerzos a fin de generar datos estadísticos oficiales precisos de los casos de femicidios y a partir de allí, planificar la política pública que aborde la problemática”.
El proyecto fue aprobado el 7 de julio de 2016. 
Proyectos de ley
- Cupo Femenino

Giaccone presentó un proyecto de ley que propone equiparar la representación de mujeres en las listas de la provincia de Buenos Aires. La iniciativa busca garantizar un mínimo del cincuenta (50) por ciento del género femenino y de igual porcentaje de género masculino, de los candidatos/as a los cargos a elegir, en todas las categorías y en proporciones con posibilidad de resultar electos. El porcentaje será aplicable a la totalidad de la lista y deberán alternarse los candidatos por géneros.  Además, el proyecto plantea que no se oficializará ninguna lista que no cumpla los requisitos.
- Reforma de la ley de violencia familiar de la Provincia de Buenos Aires Ley 12569.

Estableciendo que los jueces puedan disponer que la persona denunciada por violencia de género deba usar pulseras o tobilleras magnéticas para que, en caso de romper la restricción, la alarma de inmediato aviso a la policía.  
- Modificación de la Ley de Ministerio Público. LEY 14442

Establece dentro de los deberes y atribuciones de la Corte Suprema de Justicia y la Procuración de la Provincia de Bs As, realizar las estadísticas de casos de feminicidios y de violencia hacia las mujeres.
- Estableciendo disposiciones a efectos de resguardar a las mujeres que cursen una interrupción de un embarazo complicado por una anomalía letal o muerte fetal intrauterina, previendo que los hospitales les realicen interrupciones de embarazo con medicamentos, y que también lo cubra IOMA
- Estableciendo que el sistema de salud público y también IOMA cubra tratamientos psicológicos para víctimas de violencia de género.
- Creación de la Comisión de Género y Diversidad Sexual

Actualmente los temas referidos a la mujer corresponden a la comisión de Niñez, Adolescencia, Familia y Mujer. El objetivo es crear esta comisión en el ámbito de la Cámara de Diputados de la Provincia de Buenos Aires.
- Institución del Consejo Provincial de las Mujeres
- Declaración de Personalidad Destacada de la Provincia de Buenos Aires a la Dra. Gamarnik, investigadora CONICET con importantes descubrimientos en sobre el modo en que los virus transmitidos por los mosquitos se reproducen y causan enfermedades, en particular el virus del dengue

## Leyes aprobadas de su autoría
| Número de Ley | Título de la ley |
| ------------- | --- |
| 14366         | Suspensión de ejecuciones de bienes muebles e inmuebles de asociaciones civiles 2012 |
| 14521         | Suspensión de ejecuciones de bienes muebles e inmuebles de asociaciones civiles 2013 |
| 14593         | Suspensión de ejecuciones de bienes muebles e inmuebles de asociaciones civiles 2014 |
| 14569         | Estableciendo a la Biblioteca Central de la Provincia como depositaria de toda publicación que se realice con auspicio estatal |
| 14635         | Declarando ciudadano ilustre al artista plástico juninense Víctor Grippo |
| 14636         | Estableciendo el nombre "Evita" a la Av. Circunvalación de Junín |
| 14637         | Estableciendo inasistencias justificadas para alumnos en condición de paternidad de alumnos secundarios |
| 14673         | Declarando personalidad destacada de la cultura al escritor Juan Sasturain |
| 14676         | Declarando personalidad destacada de la cultura a la escritora Silvya Iparraguirre |
| 14713         | Suspensión de ejecuciones de bienes muebles e inmuebles de asociaciones civiles 2015 |
| 14744         | Ley de Educación Sexual Integral |
| 14777         | Sistema Provincial de Bibliotecas |
| 14784         | Declarando ciudadano ilustre de la Provincia de Buenos Aires al escritor Abelardo Castillo |
| 14814         | Ley Prevención del Cáncer |
| 14820         | Estableciendo el día del Bibliotecario |
| 14826         | Suspensión de ejecuciones de bienes muebles e inmuebles de asociaciones civiles 2016 |
| 14903         | Modificando el artículo 42 de la ley 10869, Ley Orgánica del Tribunal de Cuentas. |
| 14907         | Declarando sitio histórico cultural de la Provincia de Buenos Aires: la Plaza 25 de Mayo, el Palacio Municipal, la Escuela Primaria Básica n.º 1 “Catalina Larrart de Estrugamout” y la Sede de la sucursal del Banco de la Nación Argentina de la ciudad de Junín. |
| 14934         | Adhiriendo a la Ley Nacional N.º 20.197, que promueve la salud mediante la actividad física. |
| 14950         | Declarando como bien de interés histórico arquitectónico, incorporado definitivamente al patrimonio cultural de la provincia de Buenos Aires al edificio del Club Social de Junín.                                                                                  |
| 14935         | Suspensión de ejecuciones de bienes muebles e inmuebles de asociaciones civiles 2017 |
| 14977         | Declarando ciudadano ilustre “Post Mortem” al Sr. Eusebio Marcilla |
| 15120         | Suspensión de ejecuciones de bienes muebles e inmuebles de asociaciones civiles |
| 15137         | Fiesta Provincial de la Harina en Alberti, Provincia de Buenos Aires |
| 15140         | Declarando ciudadano Ilustre Post Mortem de la provincia de Buenos Aires a Julio Florencio Cortázar |

## Otros Proyectos en tratamiento

### Ley de Personería Jurídica
En la actualidad, Giaccone está trabajando fuertemente para dar impulso a una nueva la Ley de Personería Jurídica de la Provincia de Buenos Aires que deroga también un Decreto Ley 8671/1976 de la última dictadura y que tiene como objetivo reducir los tiempos y costos de la tramitación que deben realizar las asociaciones civiles para obtener la personería jurídica.

“Evita nos dejó una herencia de virtudes, nos hizo saber que la política es entrega, es estar al lado del otro, es tener el compromiso de la militancia. En cada una de sus palabras vemos reflejado amor y emoción. Soy de Junín, la ciudad de la que vio crecer y que la vio partir. Se nos hace difícil poner en palabras el sentimiento hacia Evita, que hizo tanto por nosotros. Tenía sólo 33 años, era una joven, como esos jóvenes que somos nosotros y a los que Néstor y Cristina nos dieron el lugar para que tomemos su bandera y luchemos por sus ideales. Debemos recordar a Evita en el trabajo diario, en la militancia. Evita vive en cada Asignación Universal por Hijo, Evita vive en cada tren que vuelve a llegar a las ciudades como Junín… Evita vive en los valores que el peronismo ha levantado”. Rocío Giaccone